# The Great Divide (Willie Nelson)
The Great Divide è il 50° album in studio del cantante di musica country statunitense Willie Nelson, pubblicato nel 2002.

## Tracce
1. Maria (Shut Up and Kiss Me) – 4:20 (Rob Thomas)
2. Mendocino County Line (duet with Lee Ann Womack) – 4:32 (Matt Serletic, Bernie Taupin)
3. Last Stand in Open Country (duet with Kid Rock) – 4:45 (Taupin, Jim Cregan, Robin LeMesurier, Dennis Tufano)
4. Won't Catch Me Cryin' – 4:07 (Thomas)
5. Be There for You (duet with Sheryl Crow) – 4:34 (Serletic, Kevin Kadish)
6. The Great Divide – 4:06 (Willie Nelson, Jackie King)
7. Just Dropped In (To See What Condition My Condition Was In) – 3:32 (Mickey Newbury)
8. This Face – 4:29 (Taupin, Cregan, LeMesurier, Tufano)
9. Don't Fade Away (duet with Brian McKnight) – 4:18 (Serletic, Kadish)
10. Time After Time – 4:04 (Cyndi Lauper, Hyman)
11. Recollection Phoenix – 4:53 (Thomas)
12. You Remain (duet with Bonnie Raitt) – 5:54 (Leslie Satcher, Don Poythress)